# Belchior Moreira de Barbuda
Belchior Moreira de Barbuda, igualmente conhecido como Belchior Moreira de Barbudo, foi um militar português.

## Biografia

### Vida pessoal
Nasceu em Lagos, filho de António Moreira de Barbuda.

### Carreira militar
Participou na Guerra da Restauração, sob ordens de D. João IV. Serviu posteriormente como voluntário na Índia, com tanto êxito que foi armado cavaleiro. Tornou-se fidalgo cavaleiro por um alvará de 1 de Março de 1652. Recebeu igualmente o hábito e uma comenda da Ordem de Cristo.

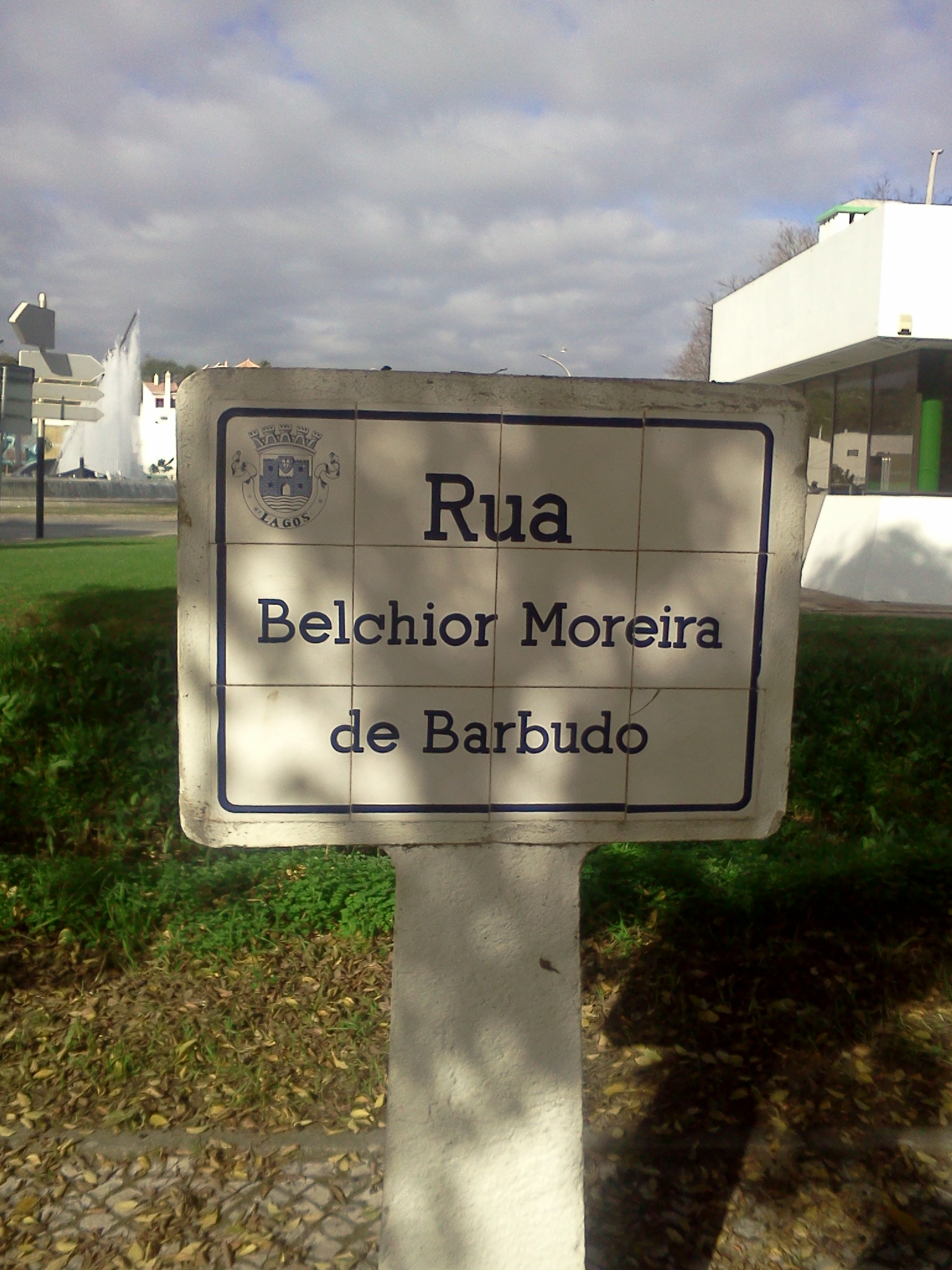
Placa toponímica da Rua Belchior Moreira de Barbudo, em Lagos.

## Homenagens
A Câmara Municipal de Lagos colocou o nome de Belchior Moreira de Barbudo numa rua da cidade, em 18 de Fevereiro de 1987.